# Bukasový masív
Bukasový masív je slovenská Rock'n'rollová hudební skupina založená v roce 1984.
Kapela je známá svými texty v západoslovenském nářečí (přesněji v bratislavsko-trnavské podskupině západoslovenského nářečí), které obsahují prvky regional-patriotismu (regionálního vlastenectví)

## Známé písně
- U zubára
- Až nám Rusi zavrú ropu - z roku 1990
- Lítam s táčkama
- Fialová krava
- Havana-Letná pesnička
- Králová dzedzina
- Makové slíže

## Současní členové
- Imrich Dugovič - slide gitara, ac. gitara, sólo zpěv
- Branislav Dugovič - klarinet, el. basa,
- Miroslav Malinovský - sólová el. kytara, sbor
- Milan Šimkovič - bicí nástroje, sbor

## Bývalí členové
- Gabika Ozaniaková-Grausová,
- Táňa Šimonovičová-Durgalová
- Milan Fleishacker
- Peter-Dolfy Krištofík
- Ondrej Pavlík
- Jano Ponka Duban
- Stanislav Jurikovič
- Róbert Neuzser
- Vilo Petrakovič
- Palo - Lajko Ochaba
- Miloš Bartoš
- Dušan Hubek
- Miro Kern
- Jindro Kratochvíl
- Juraj Halabala
- Juraj Ščibráni
- Erik Siegel
- Jaroslav Ozaniak
- Pavol Čaputa

## Diskografie
- 1990 Nuda pláž - Opus
- 1991 Black and White - Opus
- 1992 $lovensko - Škvrna Records (reedice v roce 2006 - Závodsky)
- 1993 Juanita Banana - Škvrna Records
- 1995 Modra - Škvrna Records (reedice v roce 2006 - Závodsky)
- 1998 Nič nám neni svaté - Underground DUGO studio
- 2000 Ventil kvality - Závodsky

### Jiné
- 2007 3. narodeniny VLAKY.NET - VLAKY.NET, DVD (hudba ve filmu) [1]